# Pointe-Verte
Pointe-Verte är en ort i Kanada.   Den ligger i provinsen New Brunswick, i den östra delen av landet, 800 km öster om huvudstaden Ottawa. Pointe-Verte ligger 7 meter över havet och antalet invånare är 976.
Terrängen runt Pointe-Verte är platt. Havet är nära Pointe-Verte åt nordost. Trakten är glest befolkad. Närmaste större samhälle är Beresford, 18,8 km söder om Pointe-Verte.